# Tonovcov grad
Tonovcov grad (tudi Tonecov grad ali Tuncov, Stari grad - Atlas Slovenije 1986), je arheološko najdišče na težko dostopnem hribu (412 m) 2 km severno od Kobarida, ki je zadnji odrastek masiva 772 m visoke Babe v pogorju Stola. Hrib se strmo dviga nad Sočo in je porasel z gozdom bukve in gabra. Prva sondiranja so bila izvedena leta 1993. Raziskavo najdišča so vodili sodelavci Inštituta za arheologijo Znanstveno-raziskovalnega centra SAZU iz Ljubljane. Arheološko najdišče meri v dolžino okoli 300 m.
Prva naselitev je bila že v kameni dobi ter v železni dobi. Močnejša poselitev je sledila 2. do 6. stoletja. V naselbini so se zadrževali predvsem staroselci, ki so tu našli zatočišče v času velikih preseljevanj ljudstev po razpadu rimskega imperija. 
Najpomembnejše obdobje naselitve je zadnje desetletje 5. stoletja, ko so v Italiji na območju današnje Slovenije vladali Vzhodni Goti oziroma kralj Teodorik Veliki. Iz ruševin so vidne stanovanjske zgradbe, cerkev in obrambni zid. Ob koncu 6. stoletja je bila postojanka opuščena in za kratek čas znova obljudena v 9. stoletju.
S strminami in obzidjem obdani prostor naselbine meri 150 x 90 m. Obrambni zid debeline 80 cm je viden na vzhodni strani, kjer ločuje naselbino od nižjega dela. Drugje je zid slabše ohranjen. Ohranjeni so temelji štirih zgodnje krščanskih cerkva, tri so raziskane. V vseh treh cerkvah so bile odkrite klopi za duhovščino in oltarji, v osrednji tudi krstilnica, v severni pa ambon. Poleg cerkva so odkrili naselbinske in obrambne zgradbe ter vodne zbiralnike. Iz drobnih predmetov, ki so bili najdeni arheologi sklepajo, da so bili prebivalci romanizirani staroselci, ki so se jim občasno pridružile posadke Vzhodnih Gotov in pozneje tudi Langobardov.
Na hribu so tudi ostanki iz obeh svetovnih vojn: stopnice in bunker na vzhodnem pobočju hriba, na vrhu so še jarki, kaverna in večji vkop iz druge svetovne vojne. Ti objekti so deloma poškodovali poznoantično plast. Nemški bunker je bil v celoti vgrajen v poznoantični vodni zbiralnik.